# Colville Deverell
Pour les articles homonymes, voir Deverell.
Colville Montgomery Deverell, né le 21 février 1907 à Dublin et décédé le 18 décembre 1995 à Wokingham, est un joueur irlandais de cricket devenu ensuite administrateur colonial. Il a été le 28e gouverneur de la colonie de l'île Maurice du 2 novembre 1959 au 10 juillet 1962, lorsque celle-ci était sous domination britannique.
Une rue est baptisée en son honneur, dans le quartier de Cité-la-Cure, à Port-Louis.

## Sources
- (en) Cet article est partiellement ou en totalité issu de l’article de Wikipédia en anglais intitulé « Colville Deverell » (voir la liste des auteurs).